# Apyrase
L'apyrase est une hydrolase qui catalyse les réactions :
1. nucléoside-5’-triphosphate + H2O  {\displaystyle \rightleftharpoons }  nucléoside-5’-diphosphate + phosphate ;
2. nucléoside-5’-diphosphate + H2O  {\displaystyle \rightleftharpoons }  nucléoside-5’-phosphate + phosphate.

Cette enzyme est une protéine membranaire utilisant le cation de calcium Ca2+ comme cofacteur ; elle fonctionne également avec le cation de magnésium Mg2+. Elle a pour fonction d'hydrolyser essentiellement l'ATP et l'ADP du milieu extracellulaire, bien que toutes les apyrases ne soient pas des ectoenzymes et que certaines se trouvent à l'intérieur des cellules, comme c'est le cas de la protéine codée par le gène LALP1 chez l'homme et la souris.
Les apyrases se distinguent des ATPases par le fait que ces dernières, qui sont également des protéines membranaires, n'hydrolysent que l'ATP, du côté intracellulaire, et dans le but d'assurer le transport actif d'espèces chimiques à travers la membrane. Les apyrases salivaires des arthropodes hématophages interviennent dans l'inhibition de l'agrégation des thrombocytes (plaquettes sanguines) en hydrolysant l'ADP extracellulaire,, ce qui fait l'objet de recherches pharmaceutiques en vue d'applications comme anticoagulants.